# William J. Barry
William John „Bill“ Barry (* 17. April 1943 in Cork, Irland) ist ein irisch-deutscher Phonetiker.

## Leben
Der gebürtige Ire studierte Englisch, Deutsch und Französisch in London. Danach war er in Deutschland als Lektor tätig, zunächst ab 1968 am Seminar für Englische Sprache und Kultur der Universität Hamburg und ab 1970 an der Pädagogischen Hochschule Abteilung Rheinland in Köln. Parallel dazu promovierte er 1973 an der Universität Köln mit der Dissertation Perzeption und Produktion im sub-phonemischen Bereich, womit er ein Studium der Phonetik, Allgemeinen Sprachwissenschaft und Germanistischen Sprachwissenschaft abschloss. Im Anschluss arbeitete er als Assistent am Institut für Phonetik der Universität Kiel. 1979 übernahm er die Vertretung einer Professur für englische Sprachwissenschaft in Hamburg. Im Folgejahr habilitierte er sich für Phonetik mit der Schrift Die Verarbeitung akustischer Information in der lautsprachlichen Wahrnehmung an der Universität Kiel, wo er ein Schüler und späterer Mitarbeiter von Klaus J. Kohler war.
Nach der Habilitation lehrte Barry bis 1985 als Professor in Kiel. Es folgten Tätigkeiten als Senior Research Associate am Department of Linguistics der Universität Cambridge (bis 1987) und als Senior Research Fellow am Department of Phonetics and Linguistics am University College London (bis 1991). 1991 ging er an die Universität des Saarlandes, wo er eine Lehrstuhlvertretung in der Fachrichtung Allgemeine Linguistik / Abteilung Phonetik ausübte. 1992 übernahm er die Leitung des Instituts für Phonetik an der Universität des Saarlandes. Er wurde als Nachfolger von Max Mangold zum Professor berufen. Seine Forschungsschwerpunkte waren Sprachsynthese (Mikrosegementsynthese), Rhythmus und Prominenz, Produktion und Perzeption, die Anwendung von Sprachwissen in Fragen des Erlernens von Aussprache, Sprach- und Stimmpathologien, sowie Sprachtechnologie im Allgemeinen.
Barry emeritierte im September 2008.

## Schriften
Die meisten seiner Publikationen sind in Zusammenarbeit mit anderen Publizisten entstanden:
- 1995: Schwa vs. schwa + /r/ in German
- 1996: Some fundamental problems of looking at connected speech
- 1996: The relevance of phonetics for pronunciation teaching
- 1997: Another R-tickle
- 1998: Implications of energy declination for speech synthesis.
- 1998: Time as a factor in the acoustic variation of schwa.
- 1999: Soziophonetische Betrachtungen zu deutschen Dialekten in Lothringen (Frankreich)
- 1999: Trends und Ergebnisse der phonetischen Forschung und ihr Nutzen für den Fremdsprachenunterricht
- 2000: The prosody of excitement in horse race commentaries
- 2001: Cross-language Similarities and Differences in Spontaneous Speech Patterns
- 2001: Must diphone synthesis be so unnatural?
- 2002: Differential weighting of phonetic properties in cross-dialectal perception
- 2002: The Phonetics and Phonology of English Pronunciation (Wissenschaftlicher Verlag Trier), ²2005, ISBN 978-3884767405
- 2003: Do Rhythm Measures Tell us Anything about Language Type?
- 2004: Interaction between segmental structure and rhythm. A look at Italian dialects and regional standard Italian
- 2004: Methodische Aspekte der auditiven Bewertung von Stimmqualität
- 2005: Phonetic knowledge in speech technology – and phonetic knowledge from speech technology (Springer Verlag)
- 2006: Strength of British English accents in altered listening conditions
- 2007: Rhythm as an L2 problem: How prosodic is it?